# Kriegerdenkmal Brienen

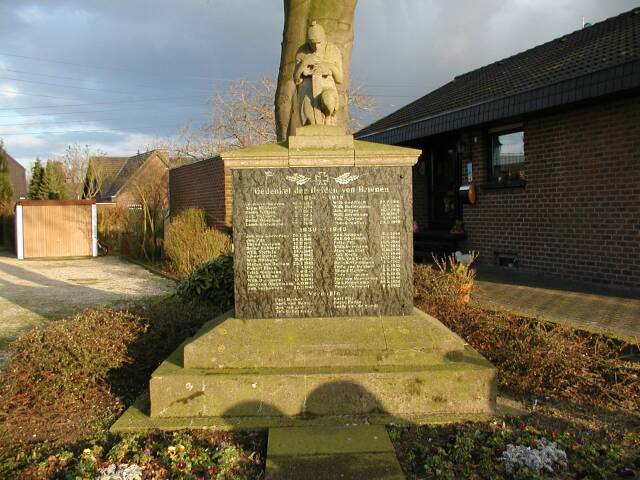
Das Kriegerdenkmal in Brienen

Das Kriegerdenkmal steht im Ortsteil Brienen der Stadt Kleve. Tafeln auf dem Denkmal erinnern an die im Ersten und Zweiten Weltkrieg gefallenen und vermissten Soldaten.

## Geschichte
Das durch die Gemeinde Brienen und den Schützenverein gebaute Kriegerdenkmal wurde am 3. und 4. September 1922 durch Herrn Thiel vom Briener Schützenverein eingeweiht. Baubeginn war – mit Erlaubnis der belgischen Besatzungsbehörden – der 6. Februar 1922. Auftraggeber waren die Gemeinde und der Schützenverein Brienen. Das meiste Geld wurde durch den Schützenverein aufgebracht, aber auch Spenden und ein Eintrittspreis von zehn Mark bei der Einweihung waren für die Finanzierung ausschlaggebend.
Seit Baubeginn steht das Denkmal am gleichen Standort und wurde in der Beschaffenheit nicht verändert. Nur die Steintafel wurde nach dem Zweiten Weltkrieg durch eine Marmortafel ersetzt und beinhaltet nun auch die Gefallenen und Vermissten des Zweiten Weltkrieges.

## Beschaffenheit
Auf dem zweistufigen Podest kniet auf einem hohen Sockel mit den Namen der Soldaten ein trauernder Soldat aus dem Ersten Weltkrieg, der sich auf ein Schwert stützt.
Umwidmungen der Gedenktafeln
Die ursprüngliche Steintafel wurde durch eine Marmortafel ersetzt, womit sich auch die Widmung änderte:
Steintafel: „Gesegnet sein die Helden von Brienen“
Marmortafel: „Gedenket der Helden von Brienen“
Koordinaten: 51° 49′ 29,5″ N, 6° 8′ 28,2″ O